# Donja Lupljanica
Donja Lupljanica (szerbül: Доња Лупљаница), település Bosznia-Hercegovinában, Derventa községben, a Szerb Köztársaság északi régiójában. 

## Fekvése
A település Bosznia-Hercegovina északi részén, Dobojtól légvonalban 27, közúton 38 km-re északnyugatra, községközpontjától légvonalban 6, közúton 8 km-re délnyugatra, a Krnjin-hegység nyugati peremén, az Ukrina jobb oldali mellékvize, a Lupljanica-folyó jobb partján, 130-220 méteres magasságban található. Határa a Lupljanica-folyó legnagyobb kanyarulatát követi. Az M-17.2-es főút egy helyi úton keresztül érhető el.

## Népessége
| Nemzetiségi csoport | Népesség 1991 | Népesség 2013 |
| ------------------- | ------------- | ------------- |
| Szerb               | 1187          | 706           |
| Bosnyák             | 2             | 1             |
| Horvát              | 60            | 9             |
| Jugoszláv           | 20            | 0             |
| Egyéb               | 2             | 3             |
| Összesen            | 1271          | 719           |

## Története
A Visoko Brdo lelőhely régészeti leleteinek tanúsága szerint ezen a területen már az őskőkorszak óta éltek emberek. Az itteni kultúrrétegekben egyaránt megtalálhatók voltak az őskőkorszak, a kőkorszak és az újkőkorszak leletei. Az ókori ember jelenlétére a Kamen lelőhely római pénzérméi utalnak.
A település 1878-ig tartozott az Oszmán Birodalomhoz, ekkor a berlini kongresszus határozata alapján az Osztrák-Magyar Monarchia része lett. 1879-ben az első osztrák-magyar népszámlálás során a Derventi járáshoz tartozó településnek 67 háztartása és 456 ortodox lakosa volt. A 19. század végén az osztrák-magyar hatóságok galíciaiakat, valamint kisebb számban cseheket és lengyeleket telepítettek a településre. Legtöbbjük a második világháború után Lengyelországba emigrált. 1910-ben a Derventai járáshoz tartozó településen 103 háztartást, 660 ortodox és 24 római katolikus lakost találtak. A monarchia szétesésével 1918-ban előbb a Szerb-Horvát-Szlovén Királyság, majd 1929-től a Jugoszláv Királyság része lett. 1921-ben a Tešanji járáshoz tartozó településnek 703 lakosa volt, közülük 651 ortodox szerb, 45 római katolikus és 7 muszlim volt. Az 1929-es törvény értelmében, amikor Bosznia-Hercegovinát négy banovinára, Drinskára, Vrbaskára, Zetskára és Primorskára osztották, a település a Vrbaska banovina (Orbászi bánság) része lett, amelynek székhelye Banja Luka volt. 1939-ben a közigazgatás átszervezésével a Hrvatska banovina (Horvát Bánság) része lett.
A második világháborúban Jugoszlávia megszállása után a Független Horvát Állam (NDH) része lett. A második világháború után 1992-ig a település a szocialista Jugoszlávia keretében a Bosznia-Hercegovinai Népköztársaság része volt. A boszniai háborút lezáró daytoni békeszerződés rendelkezése alapján az ország területét felosztották a Bosznia-hercegovinai Föderáció és a boszniai Szerb Köztársaság között. A békeszerződés utáni területmegosztási megállapodás értelmében a település Derventa község részeként a Boszniai Szerb Köztársasághoz került. A lakosság állattenyésztéssel és mezőgazdasággal foglalkozik.

## Oktatás
A „Todor Dokić” általános iskola. Az iskolát Donja Lupljanica, Gornji Detlak és Drljan helyi lakosai építették és 1923-ban kezdte meg működését.

## Nevezetességei
- Osztrogi Szent Vaszilij tiszteletére szentelt ortodox temploma. A templom alapjait 1999-ben szentelték fel a Rade Popović által adományozott telken. A felszentelést 2001. május 20-án Zvornik-Tuzla főpásztora, Vasilije végezte Dragan Kainović Stavrophorus főpap idején, a keresztatyák pedig Vinko és Dragica Popović voltak Donja Lupljanicából.[11]

- Kamen – 1880-ban vasútépítés során több római pénzérmét találtak, melyek Gracianus, I. Theodosius és II. Valentinianus érméi voltak és 370 után kerülhettek a földbe.[6]

- Visoko Brdo – paleolit telep, kőkorszaki és újkőkorszaki település maradványai. A lelőhely a Boszna és az Ukrina között húzódó dombláncolat legmagasabb pontján található. A domb aljában egy pliocén kori folyóterasz húzódott, melyre a pleisztocén során újabb rétegek rakódtak. A területen 1959-ben és 1979-ben zajlottak régészeti feltárások. A paleolit telep kultúrrétegében, mely 90-100 cm-es mélységben található, kis részben a moustérien, míg többségben az aurignac típushoz tartozó kőszerszámok kerültek elő. A neolit telep régészeti leletei, főként kerámiák,  a vinča-tordosi kultúrához, míg földfelszín közelében levő vékony rétegből származó az újkőkori leletek a lasinjai kultúrához tartoznak.[6]